# 金完洙 (政治家)
金 完洙（キム・ワンス、朝鮮語: 김완수）は、朝鮮民主主義人民共和国の政治家。財政相、朝鮮民主主義人民共和国中央銀行総裁などを歴任した。

## 経歴
出生地や生年月日は不明。金日成総合大学卒業。1990年に財政部副部長に任命され、その後財政副相に転じた。2000年10月に朝鮮民主主義人民共和国中央銀行総裁に任命され、2003年8月に最高人民会議第11期代議員に選出された。2004年6月にスイスで開催された国際決済銀行年次総会に参加し、朴昇韓国銀行総裁と会談した。2008年に財政相に任命され、2009年4月9日に開催された最高人民会議第12期第1回会議で再任された。2009年9月に「150日戦闘」と呼ばれる住民を総動員して食糧生産に邁進する政策が上手くいかなかった責任を問われ、財政相を解任された。